# Gall del Caucas
El gall fer del Caucas (Lyrurus mlokosiewiczi) és una espècie d'ocell de la família dels fasiànids (Phasianidae) que habita als boscos de coníferes de les muntanyes del Caucas, a Geòrgia i l'adjacent nord-oest de l'Iran i la costa del mar Negre, al nord-est de Turquia.